# Кам'яниця Венеційська
Кам'яниця Венеційська або кам'яниця Массарівська — житловий будинок на площі Ринок, 14 у Львові, пам'ятка архітектури.

## Історія
Кам'яниця перебудована Павлом Римлянином за участю Павла Щасливого 1589 року ренесансному стилі на місці давнішої готичної кам'яниці Гінковської (XVI століття) на замовлення консула Венеційської республіки у Львові та купця Далмати Антоніо Массарі. Перебудова торкнулася лише головного фасаду кам'яниці.
У 1600 році кам'яницю реставрували.
У XVIII столітті будинок називався Соммерівським, тоді він був власністю родини Лоншамів.
Будинок зазнав деяких перебудов. Найзначніша з них — у XIX столітті, коли був надбудований четвертий поверх. Після надбудови четвертого поверху будинок втратив первісний вигляд. 1866 року за проєктом архітектора Вільгельма Шміда на кошти власниці Леокардії Семелковської був виконаний проєкт будівництва триповерхової офіцини. Спорудженням керував будівничий Антоній Сервацький. У 1880-х роках власником будинку був Абрагам Бранд. 1896 року магістрат за згодою власника будинку Айсіга Маркуса Марклядав дозвіл на побудову нового порталу для книгарні Павла Стажика. Декор фасаду, зокрема діамантовий руст стін, білокам'яні портали зберегли ренесансні риси. 
У 1930-х роках власником будинку був Давид Сесслер. Реставрації проводилися у 1936, 1998 роках. У радянські часи у будинку містилася майстерня індпошиву та ремонту одягу та головних уборів. У вересні 2007 року в підвалі будинку відкрито ресторан «Криївка», а також частину приміщень першого поверху займає кафе «Квітка», а другого поверху — ресторан «Масонська ложа».

## Архітектура

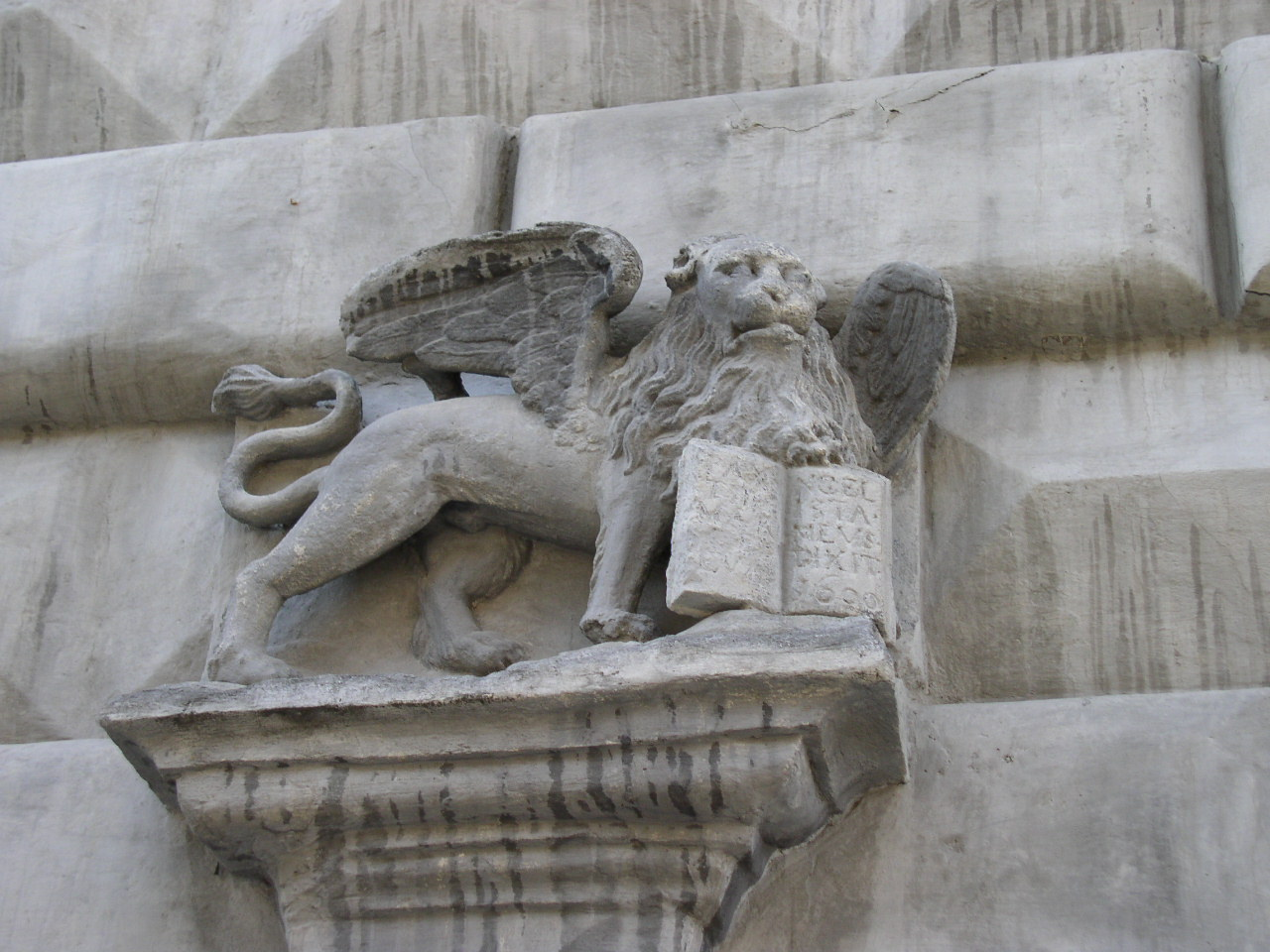
Крилатий лев над порталом вхідної брами будинку

Будинок цегляний, видовжений вглиб ділянки, чотириповерховий.
Над порталом вхідної брами розташований герб Венеційської республіки — крилатий лев, що тримає відкриту книгу з написом латиною: «PAX TIBI MARCE EVANGELISTA MEVS DIXIT 1600», що у перекладі значить: «Мир буде з вами, Марк, мій євангеліст» — сказав Господь Маркові євангелісту. Дата «1600» рік стосується реставрації будинку. В сінях кам'яниці зберігся портал з датою перебудови «1660». 
Облицьований каменем фасад має ренесансовий характер та оригінальні завершення у вигляді волют над віконними отворами, рустований.
Інтер'єр зберіг первісне тридільне планування, елементи декору та склепіння у приміщеннях першого поверху, портал в сінях.